# UTC+8:30
UTC+8:30 é o fuso horário onde o horário local é contado a partir de mais oito horas e trinta minutos em relação ao horário do Meridiano de Greenwich.
Longitude ao meio: 127º 30' 00" L
UTC+08:30 foi o fuso horário da Coreia do Sul entre 1961 e 1968. Foi usado como horário de Changpai, referente a cidade de Xangai (China).
A 15 de agosto de 2015, a Coreia do Norte passou a adotar este fuso horário. A Coreia do Norte teve este fuso horário até 1912, altura que o Japão dominou a península norte-coreana entre 1910 e 1945.
A Coreia do Norte deixou de utilizar este fuso horário a partir de 5 de maio de 2018.